# Календаско
Календаско (итал. Calendasco) —  коммуна в Италии, располагается в регионе Эмилия-Романья, подчиняется административному центру Пьяченца.
Население составляет 2310 человек, плотность населения составляет 62 чел./км². Занимает площадь 37 км². Почтовый индекс — 29010. Телефонный код — 0523.
Покровителем населённого пункта считается святой Конрад из Пьяченцы. Праздник ежегодно празднуется 19 февраля.